# Tu fai schifo sempre/Lui non lo sa
Tu fai schifo sempre/Lui non lo sa  è un singolo discografico dei Pandemonium, pubblicato nel 1979.

## Storia e accoglienza
Il brano Tu fai schifo sempre, scritto da Gianni Mauro, Angelo Giordano e Michele Paulicelli su arrangiamento di Enzo Polito, venne presentato al Festival di Sanremo 1979, dove si piazzò al decimo posto. Il testo della prima parte della canzone, costituito da una lode appassionata di lui a lei, e riecheggia i classici brani romantici di quegli anni con una sdolcinata dichiarazione d'amore. Nella risposta di lei il testo poco per volta vira verso il demenziale, accompagnato dalla ripetizione del titolo, "Tu fai schifo sempre da mattina a sera", fino a quando anche l'uomo, esasperato dagli insulti, le risponde per le rime ("tu fai schifo pure di notte!"). La canzone, nonostante le numerose critiche, divenne in qualche modo il simbolo di quell'edizione del festival. Il brano è considerato uno dei primi esempi in Italia di musica demenziale e fu di ispirazione per vari altri artisti musicali.
Lui non lo sa, sul lato B, fu scritto da Piero Pintucci, Aldo Tamborrelli e Amedeo Minghi, con gli arrangiamenti di Enzo Polito.

## Tracce
Lato A'
1. Tu fai schifo sempre (03:14 (Gianni Mauro, Angelo Giordano e Michele Paulicelli, arrangiamento di Enzo Polito))

Lato B'
1. Lui non lo sa (04:22 (Piero Pintucci, Aldo Tamborrelli e Amedeo Minghi, arrangiamento di Piero Pintucci))